# Рети, Рудольф
Рудольф Ре́ти (Réti, Reti, серб. Рудолф Рети; 27.11.1885, 27 ноября 1885[…], Ужице — 7 февраля 1957[…], Монклер, Нью-Джерси) — сербский и американский музыковед и пианист. Известен трудами по гармонии и музыкальной форме («анализу»). Старший брат шахматиста Рихарда Рети.

## Биографический очерк
Рудольф Рети родился в еврейской семье 27 июня 1885 года в городе Ужице, Сербия. Окончил Венскую академию музыки по классу фортепиано. Среди его учителей был пианист Эдуард Штейерман. Защитил диссертацию как музыковед в Венском университете. Первый исполнитель (1911) Трёх пьес для фортепиано А.Шёнберга. Один из основателей знаменитого международного Зальцбургского фестиваля и Международного общества новой музыки (нем. аббревиатура — IGNM). В 1930-38 — главный музыкальный критик венской газеты «Эхо». В 1938 эмигрировал в США. Был членом Американского музыковедческого общества. С 1943 года он был женат на пианистке, педагоге, музыковеде и редакторе Жане Солмарк.

## Научная деятельность
Рети — автор трёх научных монографий, переведённых на многие языки (в оригинале по-английски). В книге «Тематический процесс в музыке» (1951) занимался изучением творческого процесса композитора, высказал там гипотезу, что композиторы (начиная с XVIII в.) выстраивали форму не по заранее спланированной (прекомпозиционной) схеме, а выводили целое из мотивных «ячеек» (cells), из которых в свою очередь выводились мелодические модели. Всю композицию Рети рассматривал как развёрнутый во времени «линейный» процесс. В книге «Тональность, атональность, пантональность» (1958; русский перевод по второй редакции [1962] под названием «Тональность в современной музыке») занимался изучением расширенной тональности в музыке конца XIX и первых десятилетий XX в., ввёл в широкое употребление термин «пантональность». Эгон Веллес оценивал эту книгу как «лучшее исследование различных направлений в современной гармонии». В книге «Тематические модели в сонатах Бетховена» (1967) развивал свою теорию «мотивной» композиции на основе анализов Бетховена.

## Труды (книги)
- The thematic process in music. New York: Macmillan, 1951. 362 p. (репринт: Westport, 1978)
- Tonality, atonality, pantonality: A study of some trends in twentieth century music. London, 1958; 2-е  издание под названием: Tonality in modern music. New York, 1962 (в рус. переводе: Тональность в современной музыке. Л.: Музыка, 1968).
- Thematic patterns in sonatas of Beethoven. London: Faber, 1967 (посмертное издание под редакцией Дерика Кука)